# Biblioteca Municipală „B. P. Hasdeu”

Biblioteca Municipală „B. P. Hasdeu” este o rețea de biblioteci publice compusă din 27 de filiale, situate în cele cinci sectoare ale orașului Chișinău. Sediul central este amplasat în centrul orașului, într-o clădire-monument istoric.
Fondul tradițional cuprinde peste 1 milion de volume cu profil universal: ediții de referință, monografii, beletristică, literatură științifică, carte de artă, volume pentru copii, artefacte (filatelie, imagini, tablouri, jocuri de societate).

## Istoric
Biblioteca Municipală din Chișinău a fost deschisă la 19 octombrie 1877, atunci când primar era Carol Schmidt. Colecția era constituită din 8.073 de volume, cărți și reviste, cedate orașului în urma închiderii, din lipsă de mijloace, a Bibliotecii Guberniale, ultima fiind înființată în 1832. În 1902 Biblioteca Publică Municipală Chișinău acumulează 40.000 de volume.
În momentul Unirii cu România biblioteca poseda aproximativ 100.000 volume, dintre care 200 volume în limba română, restul publicațiilor fiind în limbile rusă, franceză, germană etc.
După 1918 Biblioteca a fost reorientată spre o activitate națională. La 1932 din aproximativ 110.000 volume erau – în limba română 13.608 volume, iar în limba rusă 93.800.
În 1941, odată cu începerea celui de-al doilea război mondial, biblioteca a fost distrusă într-un incendiu. Din 1902 și până la 1940 biblioteca a funcționat în clădirea primăriei. 
În noiembrie 1944 a fost reînființată cu denumirea de Biblioteca orășenească N1. Inițial ocupa o cameră de 10 m² în localul Inspectoratului de Învățământ Chișinău, pe str. Podoliei nr. 97, și dispunea de 1.900 de volume. În 1950 a fost transferată într-o clădire istorică: fostul Hotel Suisse, ulterior restaurant-cantină „Dnestr” (Nistru) pe str. Lenin, actualmente bd. Ștefan cel Mare și Sfânt nr. 148, unde se află și în prezent. Din  anul 1950 și până în 1988 a purtat numele ideologului rus A. A. Jdanov.
În primii ani de activitate biblioteca oferea serviciile împrumut, sală de lectură, serviciul prelucrare a documentelor, o bibliotecă itinerantă și 4 puncte de servire.
Din 1988 Biblioteca Municipală poartă numele omului de cultură român Bogdan Petriceicu Hasdeu.
Din anul 1975 până în 1990 a fost în fruntea Sistemului Centralizat de biblioteci al orașului Chișinău. În 1991 în urma decentralizării sistemelor de biblioteci, conform ordinului Ministerului Culturii și Cultelor nr. 219 din 10 octombrie 1991, Biblioteca Centrală orășenească a primit statut de Bibliotecă Municipală.

## Structură
Rețeaua bibliotecii include 5 centre specializate: Biblioteca Publică de Drept, Biblioteca de Arte „T. Arghezi”, Centrul Academic Internațional „Mihai Eminescu”, Sala de lectură germană; 6 biblioteci pentru minoritățile naționale: de carte și cultură evreiască „I. Mangher”, rusă „M. Lomonosov”, ucraineană „L. Ukrainka”, bulgară „H. Botev”, găgăuză „M. Ciachir” și poloneză „A. Mickiewicz”, cu colecții în limbile respective; 9 biblioteci organizate în parteneriat cu bibliotecile din România: „Alba Iulia”, „L. Rebreanu”, „Maramureș”, „O. Ghibu„, „Ovidius”, „Ștefan cel Mare”, „Târgoviște”, „Târgu Mureș”, „Transilvania”; 9 secții cu funcții metodice: Managementul Resurselor Informaționale, „Memoria Chișinăului”, Studii și Cercetări, Tehnologia Informației, Comunicare, Dezvoltare Servicii, Monitorizare și evaluare, Logistică, Activitate editorială.
În cadrul Bibliotecii Municipale se află și Centrul de Formare Continuă pentru Bibliotecari (CFCB) constituit în baza Memorandumului între Primăria Municipiului Chișinău, Biblioteca Municipală „B.P. Hasdeu” și Reprezentanța din Republica Moldova a Fundației IREX Programul Novateca.
Institutul Goethe din München la 18 decembrie 1998 a inaugurat la Biblioteca Municipală din Chișinău un centru informativ accesibil publicului – Deutscher Lesesaal, sub patronajul Institutului Goethe de la București. Deutscher Lesesaal (Sala de lectură germană) a fost deschisă în cadrul unui program al Guvernului Federal German pentru aprovizionarea cu resurse informaționale a Europei Centrale. 
Biblioteca Municipală „B.P. Hasdeu”, în parteneriat cu Spitalul Clinic Municipal de Copii „V. Ignatenco” din Chișinău, la data de 31 ianuarie 2020, au deschis o bibliotecă, Filiala „Valentin Ignatenco”, scopul căreia este de a oferi accesul la informare și lectură pentru diverse categorii de persoane internate la staționar.  

### Lista de filiale
Structura rețelei de biblioteci include sediul central, 9 filiale deschise în parteneriat cu biblioteci județene din România, 4 biblioteci specializate, 6 filiale ale minorităților naționale și 8 pentru copii.
| Denumire                                        | Categorie                                                 | Anul fondării(și redeschiderii) | Amplasare | Colecție (la 1 ianuarie 2023) | Număr de utilizatori activi (la 1 ianuarie 2025) |
| ----------------------------------------------- | --------------------------------------------------------- | ------------------------------- | --------- | ----------------------------- | ------------------------------------------------ |
| Biblioteca Centrală                             | filială                                                   | 1877                            | Buiucani  | 224.172                       | 4 051                                            |
| Sala de Lectură Germană (Deutscher Lesesaal)    | colecție specializată                                     | 1998                            | Buiucani  | 5891                          | 0                                                |
| „Alba Iulia”                                    | filială în parteneriat cu biblioteci județene din România | 1998                            | Buiucani  | 34.328                        | 3 772                                            |
| Onisifor Ghibu                                  | filială în parteneriat cu biblioteci județene din România | 1992                            | Buiucani  | 44 241                        | 8 046                                            |
| „Maramureș”                                     | filială în parteneriat cu biblioteci județene din România | 2001                            | Botanica  | 29 625                        | 2 221                                            |
| „Ovidius”                                       | filială în parteneriat cu biblioteci județene din România | 1947, r. 1994                   | Centru    | 42406                         | 6 210                                            |
| „Liviu Rebreanu”                                | filială în parteneriat cu biblioteci județene din România | 1988, r. 2007                   | Rîșcani   | 34212                         | 7.995                                            |
| „Ștefan cel Mare și Sfânt”                      | filială în parteneriat cu biblioteci județene din România | 1947, r. 2004                   | Botanica  | 34005                         | 8 292                                            |
| „Târgoviște”                                    | filială în parteneriat cu biblioteci județene din România | 1995                            | Buiucani  | 46207                         | 8 444                                            |
| „Târgu Mureș”                                   | filială în parteneriat cu biblioteci județene din România | 1996                            | Rîșcani   | 42 337                        | 5 444                                            |
| „Transilvania”                                  | filială în parteneriat cu biblioteci județene din România | 1987, r. 1991                   | Ciocana   | 65 822                        | 10 602                                           |
| Filiala de Arte „Tudor Arghezi”                 | filială specializată                                      | 1964                            | Rîșcani   | 54 397                        | 3 021                                            |
| Biblioteca Publică de Drept                     | filială specializată                                      | 2001                            | Centru    | 20.676                        | 7 736                                            |
| Centrul Academic Internațional „Mihai Eminescu” | filială specializată                                      | 2000                            | Botanica  | 30710                         | 12.475                                           |
| „Valentin Ignatenco”                            | filială specializată                                      | 2020                            | Botanica  | 1149                          | 1 006                                            |
| „Hristo Botev”                                  | filială a minorităților naționale                         | 1961, r. 1992                   | Rîșcani   | 25 332                        | 3 947                                            |
| „Mihail Ciachir”                                | filială a minorităților naționale                         | 1968, r. 1992                   | Rîșcani   | 26 277                        | 3.454                                            |
| „Mihail Lomonosov”                              | filială a minorităților naționale                         | 1948                            | Botanica  | 93 136                        | 5 909                                            |
| „Ițic Mangher”                                  | filială a minorităților naționale                         | 1978, r. 1991                   | Rîșcani   | 37.089                        | 3.476                                            |
| „Adam Mickiewicz”                               | filială a minorităților naționale                         | 1966, r. 2005                   | Centru    | 30.069                        | 2.965                                            |
| „Lesia Ukrainka”                                | filială a minorităților naționale                         | 1950, r. 1991                   | Buiucani  | 20 435                        | 3.035                                            |
| „Codru”                                         | filială                                                   | 1961                            | Botanica  | 33 613                        | 1.911                                            |
| „Miron Costin”                                  | filială                                                   | 1969                            | Rîșcani   | 23 185                        | 3 606                                            |
| „Vissarion Bielinski”                           | filială                                                   | 1947                            | Buiucani  | 25 721                        | 3 661                                            |
| „Alexandru Donici”                              | filială                                                   | 1961                            | Rîșcani   | 23 792                        | 4 051                                            |
| „Maria Drăgan”                                  | filială                                                   | 1971                            | Ciocana   | 26 865                        | 2 494                                            |
| „Nicolae Titulescu”                             | filială                                                   | 1977                            | Botanica  | 18227                         | 3.534                                            |
| „Traian”                                        | filială                                                   | 1978, r. 1986                   | Botanica  | 30 133                        | 2369                                             |

### Conducere
Actualul director al bibliotecii este Mariana Harjevschi. Aceasta lucrează la bibliotecă din anul 1997, când, fiind studentă, lucra după ore în echipa de automatizare și informatizare, contribuind la realizarea catalogului electronic al bibliotecii. Ulterior, s-a alăturat echipei filialei Bibliotecii publice de drept, în același timp ținând și cursuri la specialitatea Biblioteconomie și Asistență Informațională a Facultății de Jurnalism de la Universitatea de Stat din Moldova.
Din 1989/1990 până în 2013 director al bibliotecii a fost dr in pedagogie Lidia Kulikovski.

## Acces
Biblioteca este deschisă publicului pentru informare, studiu, participare la diverse activități și vizite ghidate. Doar persoanele cu un cardul de utilizator pot accesa servicii și colecții. Acest card gratuit, unic și netransmisibil este eliberat în cele 27 de filiale ale Bibliotecii Municipale  în baza buletinul de identitate (sau  în baza oricărui alt act de identitate) și semnarea unui Acord cu biblioteca.
Împrumutul documentelor la domiciliu se efectuează rezidenților din municipiul Chișinău, deținători ai unui buletin de identitate valabil, persoanelor cu viză de flotant, non-rezidenților cu serviciu stabil în Chișinău și persoanelor străine temporar stabilite în oraș.

## Activitate editorială
Biblioteca Municipală B.P. Hasdeu este un centru de cercetare biblioteconomică și bibliografică. Din anul 1990 Biblioteca Municipală B.P. Hasdeu a elaborat și publicat peste 120 de cercetări bibliografice cu caracter local, variate ca tip: monografii bibliografice, biobibliografice, cercetări istorico-literare, bibliografii-cataloage, bibliografii (selective, curente, retrospective, ghiduri). Anual se publică peste 10 publicații (bibliografii, studii istorico-literare, cercetări biblioteconomice și de marketing).     
Din anul 2002 Biblioteca Municipală B.P. Hasdeu editează Revista de biblioteconomie, științe ale informării și de cultură BiblioPolis – un instrument de comunicare științifică profesională, varianta online disponibilă pe site-ul bibliotecii. 